# Philodromus kalliaensis
Philodromus kalliaensis là một loài nhện trong họ Philodromidae.
Loài này thuộc chi Philodromus. Philodromus kalliaensis được Gershom Levy miêu tả năm 1977.